# Professional'nyj Basketbol'nyj klub CSKA 2018-2019
Questa voce raccoglie le informazioni riguardanti il Professional'nyj Basketbol'nyj klub CSKA nelle competizioni ufficiali della stagione 2018-2019.

## Stagione
La stagione 2018-2019 del Professional'nyj Basketbol'nyj klub CSKA è la 28ª nel massimo campionato russo di pallacanestro, la VTB United League.

## Roster
Aggiornato al 27 luglio 2018
| PBK CSKA Mosca 2018-19 | PBK CSKA Mosca 2018-19 |
| Giocatori              | Staff tecnico          |
| ---------------------- | ---------------------- |

| N. | Naz.                   | Ruolo | Nome                   | Anno | Alt.   | Peso   |  |
| -- | ---------------------- | ----- | ---------------------- | ---- | ------ | ------ |  |
| 1  | Francia (bandiera)     | PG    | Nando de Colo          | 1987 | 196 cm | 91 kg  |  |
| 3  | Russia (bandiera)      | AC    | Joel Bolomboy          | 1994 | 206 cm | 107 kg |  |
| 4  | Russia (bandiera)      | G     | Aleksandr Chomenko     | 1999 | 192 cm | 84 kg  |  |
| 5  | Stati Uniti (bandiera) | A     | Alec Peters            | 1995 | 206 cm | 107 kg |  |
| 7  | Russia (bandiera)      | AP    | Ivan Uchov             | 1995 | 193 cm | 77 kg  |  |
| 9  | Russia (bandiera)      | G     | Aleksandr Gavrilov     | 1996 | 195 cm |        |  |
| 11 | Russia (bandiera)      | AG    | Semën Antonov          | 1989 | 202 cm | 104 kg |  |
| 12 | Russia (bandiera)      | G     | Aleksandr Eršov        | 2000 | 197 cm |        |  |
| 13 | Spagna (bandiera)      | P     | Sergio Rodríguez Gómez | 1986 | 191 cm | 80 kg  |  |
| 20 | Russia (bandiera)      | AG    | Andrej Voroncevič      | 1987 | 207 cm | 107 kg |  |
| 21 | Stati Uniti (bandiera) | AP    | Will Clyburn           | 1990 | 201 cm | 95 kg  |  |
| 22 | Stati Uniti (bandiera) | GA    | Cory Higgins           | 1989 | 196 cm | 82 kg  |  |
| 23 | Italia (bandiera)      | G     | Daniel Hackett         | 1987 | 193 cm | 93 kg  |  |
| 28 | Russia (bandiera)      | AG    | Andrej Lopatin         | 1998 | 208 cm | 87 kg  |  |
| 30 | Russia (bandiera)      | PG    | Michail Kulagin        | 1994 | 191 cm | 87 kg  |  |
| 41 | Russia (bandiera)      | A     | Nikita Kurbanov        | 1986 | 202 cm | 99 kg  |  |
| 42 | Stati Uniti (bandiera) | C     | Kyle Hines (C)         | 1986 | 198 cm | 111 kg |  |
| 44 | Stati Uniti (bandiera) | C     | Othello Hunter         | 1986 | 203 cm | 107 kg |  |

| Allenatore |
| - Dīmītrīs Itoudīs                                                                                               |
| Assistente/i |
| - Anton Judin - Darryl Middleton - Andreas Pistiolīs Legenda - (C) Capitano - (IN) Inattivo - Infortunato Roster |

## Mercato

### Sessione estiva
| Acquisti | Acquisti          | Acquisti           | Acquisti      | Acquisti |
| R.a      | Nome              | da                 | Modalità      |          |
| -------- | ----------------- | ------------------ | ------------- | -------- |
| G        | Daniel Hackett    | Bamberger          | definitivo    |          |
| AG       | Alec Peters       | Phoenix Suns       | definitivo    |          |
| AP       | Ivan Ukhov        | Parma Perm'        | definitivo    |          |
| AC       | Joel Bolomboy     | Wisconsin Herd     | definitivo    |          |
| AG       | Aleksandr Gudumak | Enisey Krasnojarsk | fine prestito |          |
| A        | Anton Astapkovič  | CSKA Mosca-Trinta  | fine prestito |          |

| Cessioni | Cessioni          | Cessioni          | Cessioni       | Cessioni |
| R.       | Nome              | a                 | Modalità       |          |
| -------- | ----------------- | ----------------- | -------------- | -------- |
| AC       | Pavel Korobkov    |                   | ritirato       |          |
| P        | Léo Westermann    | Žalgiris Kaunas   | fine contratto |          |
| AG       | Viktor Chrjapa    |                   | ritirato       |          |
| C        | Alan Makiev       | Ural Ekaterinburg | fine contratto |          |
| G        | Vitalij Fridzon   | Lokomotiv Kuban'  | fine contratto |          |
| AG       | Aleksandr Gudumak | Nižnij Novgorod   | rescissione    |          |
| A        | Anton Astapkovič  | Nižnij Novgorod   | fine contratto |          |